# Satz von Ulam
Der Satz von Ulam ist ein mathematischer Lehrsatz auf dem  Teilgebiet der Maßtheorie, der auf den Mathematiker Stanisław Marcin Ulam zurückgeht. Der Satz behandelt spezielle Eigenschaften von Borelmaßen auf polnischen Räumen.

## Formulierung des Satzes
Der Satz von Ulam lässt sich angeben wie folgt:
Sei {\displaystyle X} ein polnischer Raum und sei weiter {\displaystyle \mu \colon {\mathfrak {B}}(X)\to [0,\infty ]} ein Borelmaß auf der σ-Algebra der Borelmengen von  {\displaystyle X} .

Dann gilt:

 (1) {\displaystyle \mu } ist ein reguläres Maß . 
 (2) {\displaystyle \mu } ist ein moderates Maß in dem Sinne,
dass {\displaystyle X} eine Darstellung als abzählbare Vereinigung der Form
{\displaystyle X=\bigcup _{n\in \mathbb {N} }U_{n}}
hat, in der jedes {\displaystyle U_{n}\;(n\in \mathbb {N} )} eine offene Menge von {\displaystyle X} mit {\displaystyle \mu (U_{n})<\infty } ist. 

## Verschärfung
Wie Paul-André Meyer zeigte, lässt sich der Satz von Ulam noch erheblich verschärfen, indem man an die Stelle der polnischen Räume die sogenannten Suslinräume treten lässt. Dabei ist ein Suslinraum ein Hausdorffraum {\displaystyle S} derart, dass dazu ein polnischer Raum {\displaystyle X} mit einer stetigen Surjektion {\displaystyle f\colon X\to S=f(X)} existiert.
Der Satz von Paul-André Meyer besagt dann:
Jedes  Borelmaß {\displaystyle \mu \colon {\mathfrak {B}}(S)\to [0,\infty ]} auf einem Suslinraum {\displaystyle S} ist regulär und moderat .
Dass dieser Satz den ulamschen Satz verschärft, ergibt sich angesichts der Tatsache, dass jeder polnische Raum {\displaystyle X}  unter der identischen Abbildung stets auch ein Suslinraum ist.